# Jean-Baptiste Symon de Solémy

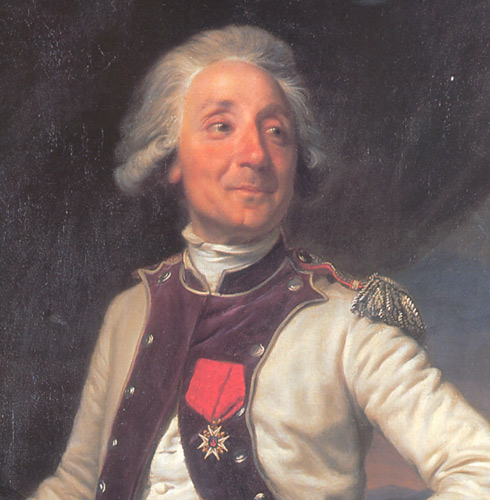
Jean-Baptiste de Solémy. Porträtiert mit dem Chevalier de l'ordre de Saint-Louis.

Jean-Baptiste Symon de Solémy (* 30. Oktober 1746 in Verdun; † 5. Januar 1834 in Bourg-Saint-Andéol) war ein Offizier der royalistischen französischen Armee.

## Leben
De Solémy entstammte einer adeligen Familie, die ursprünglich in der Provence beheimatet war. Er war das älteste von sechs Kindern des Louis François Simon de Solémy (1719–1774) und der Marie-Catherine Laurent de Moranville († 1778).
Am 20. September 1774 heiratete er in Bourg-Saint-Andéol Rose Agathe de Brunel (1743–1808) Tochter des Joseph Alexandre Simon de Palmas.
Im Alter von zwölf Jahren trat er als Sous-lieutenant in das Régiment de Conti ein, was allerdings nur mit einer Sondergenehmigung möglich war, die er wiederum seiner Herkunft zu verdanken hatte.
Er nahm an der Feldzügen der Jahre 1757 und 1758 des Siebenjährigen Krieges teil. Im Jahre 1761 wurde er, immer noch im gleichen Regiment dienend, zum Capitaine befördert und übernahm 1777 als «Capitaine-commandant des chasseurs» (Befehlshabender Hauptmann der Jäger) die Jägerabteilung des Regiments. Am 1. September 1781 wurde ihm der Ordre royal et militaire de Saint-Louis verliehen. Am 27. April 1783 verließ de Solémy in der Stellung eines Majors das in der Île-de-France stehende Regiment und wechselte in das Régiment de Brie, wo er am 20. April 1788 zum Lieutenant-colonel befördert wurde. Am 25. Juli 1791 wurde er Colonel und Kommandant des nunmehrigen 24e régiment d’infanterie de ligne.
Im September 1791 emigrierte er und trat zur Armee der Emigranten der Royalisten (den Königstreuen der Gegenrevolution) über. Hier wurde ihm in Ath befohlen, aus den ebenfalls emigrierten Offizieren seines Regiments eine Kompanie aufzustellen. 1792 wurde er Stabschef der «2e division d’infanterie» (2. Infanteriedivision) der Emigrantenarmee, mit der er an den Feldzügen des Jahres teilnahm. Nach der Entlassung dieser Armee trat er in den Dienst von Louis V. Joseph de Bourbon-Condé, wo er den Posten eines Fourrier-major in einer Adeligenkompanie übernahm und als Major de brigade des «Régiment noble à pied de Condé» das aus Adeligen gebildete Jägerbataillon führte. Mit diesem war er bis 1793 im Einsatz.
Am 30. Juli des gleichen Jahres wurde beim Gefecht von Bellheim von 80 Mann der Emigrantenarmee eine Verschanzung erstürmt, die von 300 Republikanern gehalten worden war. Eine große Anzahl von ihnen wurde gefangen genommen und erwartete Repressalien und eine brutale Behandlung. Condé beauftragte jedoch de Solémy ihnen folgendes mitzuteilen:

« Vous nous égorgez, quand nous avons le malheur de tomber entre vos mains ; mais fidèle aux principes de religion et d’humanité que nous professons tous, le prince qui nous commande m’a ordonné de vous faire donner tous les secours qui vous sont nécessaires. »

„Sie würden uns schlachten, wenn wir das Pech hätten in Ihre Hände zu fallen, aber aus Treue zu den Prinzipien der Religion und der Menschlichkeit, zu der wir uns alle bekennen, hat der Prince de Condé, unser Befehlshaber, angeordnet, Ihnen alle Unterstützung zukommen zu lassen, die notwendig ist.“

Solémy war an Kampfhandlungen des 20. und 21. August, des 12. September und des 13. Oktober beteiligt. Am 2. Dezember wurde er im Gefecht bei Berstheim verwundet. Am 27. Dezember übernahm er das Amt des Ersten Gehilfen des Stabschefs der Armee (1er aide-major-général). Er nahm an den Kämpfen der Jahre 1794, 1795 und 1796 teil. Im Gefecht bei Oberkammlach hatte er die rechte Kolonne der Armee kommandiert und wurde bei dieser Aktion schwer verwundet. Danach kehrte er zur Armee zurück und verblieb dort bis 1801. Bereits am 6. Januar 1797 war er zum Maréchal de camp befördert worden. Im April hatte er den Prince de Condé in Wolhynien aufgesucht (nach dem Frieden von Campo Formio war die Armee des Condé in russischen Dienst getreten) und wurde von diesem beauftragt, sich nach Konstanz zu begeben. Anfang Oktober 1799 stand die Armee des Condé unter Befehl von Erzherzog Karl und war in Konstanz eingetroffen, um die Stadt gegen die nach der Zweiten Schlacht von Zürich nachrückenden Franzosen zu verteidigen. Den ganzen 7. Oktober hindurch zeigte der duc d’Enghien ein weiteres Mal seine militärischen Fähigkeiten und seinen Mut. Inmitten der Niederlage der preußischen Verbündeten steht das Gefecht bei Konstanz als ein Sieg des duc d’Enghien und seiner Armee.
Ab dem 7. Oktober übernahm er das Kommando über das russische Infanterieregiment Razumovsky und deckte mit diesem Regiment am 1. Dezember 1800 den Rückzug der Kavallerie an der Innbrücke in Rosenheim.
Solémy kehrte erst mit der Ersten Restauration nach Frankreich zurück und wurde für seine Verdienste von König Ludwig XVIII. mit dem Kommandeurskreuz des „Ordre royal et militaire de Saint-Louis“ ausgezeichnet.
Am 23. August 1814 verkündete er, am Ende des Jahres in den Ruhestand zu gehen.

## Ehrungen
Der spätere König Ludwig XVIII. ließ Monsieur de Solémy anlässlich seiner Verwundung ein Handschreiben folgenden Inhalts zukommen:

„Blankenburg am 5. Januar 1797
Ich bin äußerst zufrieden mit ihren Leistungen mein Herr, was ich ihnen hiermit ausdrücke. Gleichzeitig habe ich mit Interesse von Ihrer Verwundung erfahre, die Ihnen hoffentlich nicht zum Unglück gereichen wird. Bei Ihrem Eifer würde Ihnen wahrscheinlich der Verlust eines Armes kein Hindernis sein, aber so denke ich nicht, es sollte schon so sein, daß Sie beide Arme behalten. Meine Empfehlung, mein Herr
Louis“

Weiterhin erhielt er Belobigungen durch den Prince de Condé, so datiert vom 1. Oktober 1797 in Überlingen und am 29. April 1801 in Windisch-Feistritz.
Der Vater von Solémy war Capitaine im Infanterieregiment de Conti, er wurde in einem Gefecht bei Pierrelongue verwundet. Ein weiterer Vorfahre diente im gleichen Regiment, er wird als Lieutenant-colonel und später „Brigadier d’infanterie des armées et du roi“ (etwa Brigadegeneral) erwähnt. Dieser nahm an allen Feldzügen des Jahres 1703 teil und erkämpfte sich bis 1744 Verdienste in 15 Belagerungen und vier Schlachten, so in der Schlacht bei Madonne de l'Olmo und der Belagerung von Cuneo.